# Volby do Slovenské národní rady 1968
Volby do Slovenské národní rady 1968 byly plánované, později opakovaně odložené a nakonec neuskutečněné volby do Slovenské národní rady (a zároveň s tím do dalších zákonodárných a zastupitelských orgánů Československa) v době pražského jara.

## Popis voleb a dobových souvislostí
Podle ústavy Ústavy Československé socialistické republiky z roku 1960 mělo funkční období Slovenské národní rady (SNR), Národního shromáždění Československé socialistické republiky ale i národních výborů na místní, městské, obvodní, okresní a krajské úrovni vypršet k červnu 1968, kdy se měly najednou odehrát volby do všech úrovní. Koncem roku 1967 bylo ovšem rozhodnuto, že následné volby se časově oddělí s tím, že volby do národních výborů proběhnou v květnu 1968 a volby do SNR a Národního shromáždění v listopadu 1968. Kvůli startu reformního procesu pražského jara bylo ovšem na jaře 1968 a opětovně v létě 1968 rozhodnuto o odkladu těchto voleb tak, aby se do jejich procedur mohly zakomponovat politické změny a nové státoprávní uspořádání Československa. Po invazi vojsk Varšavské smlouvy v srpnu 1968 a nástupu normalizace byly volby nakonec zcela odloženy a volby do Slovenské národní rady se konaly až roku 1971.